# Рамчандра Лал
Рамчандра Лал (*रामचन्द्र लाल, 1821 —1880) — індійський математик, перекладач, журналіст часів британського панування в Індії.

## Життєпис
Походив з касти каястха, тобто «писар», що відображає традиційну роль касти як зберігачів державних записи та адміністраторів держави, займали вищі посади в імперії Великих Моголів. Отримав спочатку домашню освіту, потім навчався у Делійському коледжі, який було відкрито у 1825 році. Згодом стає вчителем в тому ж самому коледжі. В цей час зацікавився математикою, особливо алгеброю. Протягом деякого часу викладав у Калькутті. У 1858 році призначається директором будівельного коледжу Томісона у Руркі (сьогодні Індійський технічний інститут). Проте того ж року переїхав до Делі, де очолив Делійський коледж.

## Математика
Його найзначущою працею є «Трактат з проблем максими та мініми». Її популяризатором виступив відомий британський математик Ауґустус де Морган.

## Просвітництво
Рамчандра Лал у 1848 році заснував на урду літературний журнал «Мухіб-е гінді» та науково-історичний тижневик «Фаваід ун-наглядає» («Благо читачів»), через які знайомив урдумовне населення з досягненнями науки і культури країн Сходу і Заходу. Для цього перекладав твори як сучасних англійських вчених та філософів, так й середньовічних.